# Ахлёстышев, Дмитрий Дмитриевич
Дмитрий Дмитриевич Ахлёстышев (1796—1875) — русский генерал от инфантерии, участник Кавказских походов

## Биография
Отец — секунд-майор Дмитрий Михайлович Ахлёстышев (1766—?); дед — генерал-майор Михаил Афанасьевич Ахлёстышев (? — до 1769)
В службу вступил в 1812 году юнкером в 39-й егерский полк, в том же году, за отличия в сражениях Отечественной войны, произведён в прапорщики и в 1814 г. переведён в Лейб-гвардии Финляндский полк. Произведённый в 1824 г. в чин полковника, Ахлёстышев в следующем году получил в командование Ревельский пехотный полк, но вскоре, по домашним обстоятельствам, уволен в отставку. 
По возвращении в 1827 г. вновь на службу, он был назначен командиром Софийского пехотного полка и направлен в Дунайскую армию, действующую против турок, в 1831 г. — командиром 2-й бригады 2-й пехотной дивизии и принял участие в Польском походе, в этой должности, в 1833 г., произведён в генерал-майоры. Затем, последовательно, состоял в должностях: в 1834 г. управляющего Имеретией, Мингрелией, Гурией и Абхазией, в 1837 г. — командира 2-й бригады 15-й пехотной дивизии, в 1838 г. — исправляющим должность Грузинского губернатора, а с 1840 г. — Одесского военного губернатора и градоначальника (должность которого исполнял до 1848 года); 1 декабря 1838 года получил орден Св. Георгия 4-й степени за беспорочную выслугу 25 лет в офицерских чинах (№ 5689 по списку Григоровича — Степанова), в 1845 году был произведён в генерал-лейтенанты.
С 2 декабря 1848 года Ахлёстышев был определён сенатором и в этом звании оставался до конца жизни, выполняя, вместе с тем, должности почётного опекуна присутствия в Московском опекунском совете и члена Главного совета женских учебных заведений. Почётный опекун Николаевского сиротского института (1859—1865).
В 1853 году Дмитрий Дмитриевич Ахлёстышев ревизовал Витебскую губернию; его помощником был будущий сенатор Николай Иванович Ягн.
Высшим знаком отличия Ахлестышев имел, полученный им в 1871 году, орден Святого Владимира 1-й степени, в чине же полного генерала он состоял с 1863 года.
Жена (с 1843): дочь гвардии капитана, Пелагея Павловна Рахманова (1812—10.06.1896), похоронена в сельце Федино Бронницкого уезда. У них: сын Павел (15.10.1845—1897) и дочь Анна (19.2.1847—?).
Умер 8 (20) февраля 1875 года.